# كونراد توم
كونراد توم (بالبولندية: Konrad Tom)‏ هو كاتب سيناريو وكاتب أغاني ومغن ومؤلف ومخرج وممثل بولندي، ولد في 9 أبريل 1887 في بولندا، وتوفي في 9 أغسطس 1957 بهوليوود في الولايات المتحدة.

## وصلات خارجية
- كونراد توم على موقع IMDb (الإنجليزية)
- كونراد توم على موقع ميوزك برينز (الإنجليزية)
- كونراد توم على موقع أول موفي (الإنجليزية)
- كونراد توم على موقع قاعدة بيانات الأفلام السويدية (السويدية)
- كونراد توم على موقع ديسكوغز (الإنجليزية)
- كونراد توم على موقع قاعدة بيانات الفيلم (الإنجليزية)
- كونراد توم على موقع كينوبويسك (الروسية)